# Седяш-Нагаево
Седяш-Нагаево (баш. Сиҙәш) — деревня в Караидельском районе Башкортостана, входит в состав Урюш-Битуллинского сельсовета.

## История
До 10 сентября 2007 года называлась деревней Седяш.

## Население
| 2002 | 2009 | 2010 |
| ---- | ---- | ---- |
| 111  | ↘108 | ↘89  |